# Ornebius lepismoides
Ornebius lepismoides is een rechtvleugelig insect uit de familie Mogoplistidae. De wetenschappelijke naam van deze soort is voor het eerst geldig gepubliceerd in 1901 door McNeill.